# 日本共産党第10回大会
日本共産党第10回大会（にほんきょうさんとうだいじっかいたいかい）は、1966年（昭和41年）10月24日から10月30日に渡って、東京の世田谷区民会館（24日から29日）・大田区民会館（30日）で開催された日本共産党の党大会。
この大会では規約の改正があり、戦前のコミンテルン時代から在籍していた外国人党員を全面的に排除するとともに、新規入党者に対しては党員候補の制度を導入した。また、それまでは大会選出であった〈中央統制監査委員〉を、大会選出の〈中央監査委員〉と、中央委員会総会で任命する〈中央統制委員〉とに、任務を分けることとした。
大会期間中の3日目と5日目に盗聴器が仕掛けられているのが発見され、大会では抗議文が採択されたが犯人はわからずじまいだった。

## 外国人党員の排除
日本共産党がまだ非合法だった戦前は、コミンテルンの指示により一国一共産党の原則が徹底され、日本本土だけでなく当時日本の統治下だった朝鮮・台湾も日本共産党の活動範囲となっていた。この時の流れから戦後合法化された後も、在日韓国・朝鮮人や中国大陸系華僑・台湾系華僑の党員が多数在籍していた。特に在日朝鮮人は、朝鮮総聯の前身である朝連や民戦が結果の合法・非合法性を問わずに共産党と連携して活動したこともあり、戦後しばらくまでかなりの数を占めていた。

中国大陸系華僑は新中国の建国と共に中国共産党に取り込まれ、在日朝鮮人も朝鮮総聯の結成と同時に大半が移籍する形で離党していった。しかし1960年代中頃に入ると、ソ連派（後に日本のこえを結成し分裂する）や親中派との対立により、それら分裂組が外国人党員を使って党内にスパイを送り込む可能性が指摘されるようになった。
そこで書記長宮本顕治ら党執行部は、「日本という国の変革・革命を目的とする以上、日本共産党の事業は日本国民の事業である」という解釈を与え、外国人の入党を全面的に禁止することにした。党大会において、規約第5条に党員の資格として「満十八歳になった日本人は党員となることができる」との一文が追加された。

この部分は、2000年（平成12年）の第22回党大会で整理統合され、「満18歳以上の日本国民で党の綱領と規約を認める人」（第4条）と書き換えられた。1990年代以降、外国人参政権の付与をめぐって党はあくまでも地方のみという限定的な形での賛成に踏み切ったが、国会では引き続き外国人の参加を認めない方針を貫いており、党公認の国会議員候補者になり得る可能性のある党員に外国人がなることはできないと解釈されている。
なお大会後も残っていた外国人党員を整理する過程で、共産党の党籍を持ったまま祖国帰還事業で北朝鮮に渡り、朝鮮労働党に移籍した党員もいた。

## 党員候補制度の導入
入党を希望する各個人の素性の見極めや新入党者教育の徹底のため、第10回党大会では「党員候補」（とういんこうほ）の制度を導入した。これは同時に、将来党活動に参加しなくなる者の入党を極力認めないようにするという、いわば選抜の意味合いもあった。
入党を希望した者が入党費を納めた時点から5ヶ月、また労働者、農民以外の階層に属すると認められた者は8ヶ月経過するまでは党員候補として扱われ、その間に新入党者教育も行われた。期間が経過した後に所属する支部で審査が行われ、そこでの入党決定を受けて地区委員会に承認を求め、その承認が下りた時点で正式の党員と認められた。党員候補期間の延長や、入党が承認されない場合もあった。
党員候補期間中に理由もなく党費、赤旗購読料を納めないなど問題がある場合は、党員候補期間が終了する前でも、党員として不適格と判断されることもあった。
1980年（昭和55年）の第15回党大会で行われた規約改定により、党員候補の制度は廃止された。

## 関係文献
- 『前衛』1966年12月臨時増刊号（報告および決定）・1967年1月臨時増刊号（代議員の発言）